# Маратонска битка
Маратонска битка (грч. Μάχη του Μαραθώνα) је била битка између Атине и Платеје са једне стране, и Ахеменидског краљевства са друге, која се десила 490. п. н. е. у месту Маратон, 42 километра северно од Атине. Битка се завршила потпуном победом грчких трупа и означила је крај Прве персијске инвазије Грчке. Узрок битке је била војна помоћ коју је упутила Атина заједно са Еретријом побуњеним Грцима у Јонији. Краљ Персије Дарије I одлучио је био да покрене казнену експедицију против грчких градова који су пружили подршку Јонском устанку. Након катастрофе персијске флоте код рта Атос, 492. п. н. е. персијска кампања против Грчке је прекинута. Нова персијска кампања је покренута 490. п. н. е. из Киликије, дела јужне Мале Азије где је велика персијска флота предвођена заповедницима Датисом и Артаферном требало да казни Атину и Еретрију због њихове помоћи Јоњанима. Након заузимања Накса и потпуног уништења Еретрије, Атина се обратила Спарти у помоћ, Спарта је одбила помоћ, наводно из религијских разлога и тако Атина је морала сама да се бори против Персијанаца. Августа или септембра, 490. п. н. е. Атина под вођством Милтијада млађег и Калимаха је одлучила да пружи битку Персијанцима изван зидина Атине. Непосредно пред битку Атињанима уз помоћ је стигао одред од 1.000 Платејаца, иначе лојалних савезника Атине. Атина која је тада располагала са око 10.000 хоплита пружила је отворену битку Персијанцима. Захваљујући стратешком лукавству Милтијада који је појачао крила и ослабио центар грчке војске, омогућено је Грцима да потпуно заокруже многобројне, али лакше наоружане Персијанце и да их потпуно поразе. Тај пораз је био одлучан јер је то био први велики пораз Ахеменидске војске која је до тада сматрана непобедивом. Након битке Персијанци су покушали да стигну у Атину преко мора, међутим после брзог марша, Грци су их стигли и тако Персијанци су били приморани да се врате у Азију.
Данас многи сматрају исход Маратонске битке, судбоносним не само за Грчку историју већ и за историју Европе. Интересантно је у томе што је такав исход није могао да заустави персијске походе на Грчку али је значајно преокренуо однос снага у корист грчких полиса, и доказао је да Грци могу да пруже отпор даљој експанзији моћног Персијског царства. Трчање на дуге стазе, познатије као Маратон узело је заправо своје име од истоимене битке где је према легенди Атињанин Фидипид (?) отрчао из Маратона у Атину како би најавио победу, када је најавио победу Атињанима онда је издахнуо.

## Увод
Почетком 6. века п. н. е. Јонија и остале грчке обале Мале Азије су били најпросперитетнији део хеленског света. Око 560. п. н. е. краљ Лидије Крез, је покушао да испостави контролу над егејском обалом Мале Азије, тада је дошло до сукоба између грчких полиса из Јоније и Лидије. Крез је успео да заузме неке важне градове као што су били Ефес, али неки друге није успео да стави под контролу, као на пример Милет. Међутим Крез је био веома благ према Грцима јер је поштовао грчку културу и финансирао је изградњу Артемидиног храма у Ефесу. Крез је пустио грчке градове да имају свој сопствени економски и политички систем. Грчки градови су морали само да му плаћају годишњу таксу. На тај начин грчки градови су задржали властите политичке системе и то име је омогућило да наставе са својим културним и економским процватом. Међутим када је 546. п. н. е. Лидија поражена у рату са Персијским царством, грчки градови су изгубили своју аутономију и затражили су помоћ из најјаче грчке државе, Спарте која није им пружила ту помоћ због велике удаљености и ризика такве кампање. Персијанци су укинули привилегије које су Грци уживали под покровитељством Лидије и то је довело проперсијски настројену аристократију на челу грчких малоазијских градова. Тај догађај је прекинуо просперитет Грка и испоставио је чврсту персијску власт над тим делом хеленског света.

## Експанзија Ахеменидског краљевства
Средином 6. века п. н. е. Персија под вођством Кира Великог из династије Ахеменида је поразила Међанско и Неовавилонско царство и доказала се као водећа сила на Блиском истоку. Кир је средином 6. века п. н. е. кренуо у поход против Лидијског царства, после вешто изведене кампање он је поразио трупе краља Лидије Креза и лично заробио лидијског краља. Онда је Кир заузео грчке градове Мале Азије и укинуо им је аутономију коју су имали, постављајући аристократску власт на њиховом челу. Његов наследник Камбиз је освојио Египат и тако проширио Ахеменидско краљевство које је постало највеће царство до тада у историји човечанства. Заузимање Египта је још више угрозило економске интересе јонских градова.

## Јонски устанак
Грчки градови Мале Азије који су током персијског освајања Лидије пружили отпор Персијанцима и упркос захтеву Кира да дигну устанак против Лидије, одлучили се на отпор, били су приморани да се покоре персијској власти. Персија је приморала Грке да плаћају порез Персијском царству и да шаљу контингенте трупа персијској војсци. У Јонији, у међувремену су се налазили на власт тирани који су били отворено проперсијски настројени. Један од њих је био Хистија, тиранин Милета, који је био придобио поверење Персијског краља Дарија, током неуспешног војног похода против Скита, 513. п. н. е. Ту се Хистија доказао као изузетно веран према Персијанцима чије је поверење уживао. У тим догађајима учествовао је и Митлијад млађи који је био тиранин Херсонеса. Када се Хистија вратио у Милет почео је изградњу утврђења око Милета. Персијанци су посумњали да је он припремао устанак против Персије и сменили га са његовим зетом, Аристагором. Сам Хистија је био задржан у Сарду где је био као гост сатрапу Артеферну. У погоршању веза између Јонских Грка и Персијанац је значајно допринео и неуспешни заједнички војни поход Милећана и Персијанаца против острва Накса. Аристагора је био убедио Персијанце да крену у поход против Накса како би проширили свој утицај у Егејском мору. Након неуспеха тог похода Хистија и Аристагора су заједно, 499. п. н. е. организовали масовни устанак Грка Јоније, Еолиде и Дориде, као и Тракије и Кипра против Великог краља. Аристагора је за то затражио помоћ од грчких градова, али само Атина и Еретрија су се одазвале његовој молби.
Атина је послала у помоћ Јоњанима 20 трирема док Еретрија је послала 5. Након почетних успеха, што је укључило и заузимање Сарда, које био спаљен, Персијанци су прешли у контранапад и одлучно поразили грчке устанике. До 494. п. н. е. Јонски устанак је био потпуно угушен а грчка интервенција на страни Јонских Грка пружала је краљу Дарију, довољан разлог за проширење ка западу. Херодот наводи да је Дарије био толико љут због учешћа Атине у Јонском устанку да је наредио свом слуги да сваки дан по три пута му говори да не заборави Атињане. Такође, Дарије је наводно узео лук и стрелу и одстрелио у ваздух, затраживши од богова да му дају шансу да се освети Атињанима.

## Политичко и војно уређење Атине
Почетком 5. века п. н. е. Античка Атина је још увек живела у духу Клистенових демократских реформи. Већим делом 6. века п. н. е. Атином су владали тирани Пизистратиди. Године 514. п. н. е. убијен је тиранин Хипарх, брат тиранина Хипије што је довело до погоршавања односа између атинског народа и тираније. Хипија је уз помоћ Спарте протеран из Атине, 510. п. н. е. Он је пребегао у Персију. Године 508. п. н. е. Клистен, политички вођа из велике породице Алкмеонида ступио је на власт, елиминишући потенцијалног тиранина Исагору, који је имао подршку Спарте. Упркос његовом аристократском пореклу, он је у Атини увео демократију. Клистен је то постепено чинио, задржавајући део Солонових политичких реформи које се биле спроведене почетком 6. века п. н. е. Главна Клистенова реформа је била укидање дотадашњих 4 фила које су сачињавале атинску државу. Он је направио 10 нових фила и поделио је Атику на 30 нових делова. Та радикална државна реформа је довела и до промене у војној власти Атине. Свака атинска фила, односно племе, је имала по једног генерала (стратегоса) који је биран од чланова филе на једногодишњу дужност. На тај начин Атина је имала 10 генерала. Њих десеторо се налазило под командом врховног команданта, или архонта полемарха. Архон полемарх је био члан архонтског већа, који се састојао од девет архонта (архон полемарх, архон василеус, епонимос архон и шесторо чланова архонтата). Преко времена међутим дужности архонта полемарха почеле су да уступају место у корист десеторо генерала. Главне политичке институције у Клистеновој Атини су биле Еклесија и Веће 500. У већу је учествовало по 50 атинских грађана из сваке филе. Веће је имало одговорност над војском, дипломатијом и државном безбедношћу. Међутим право објаве рата или не, налазило се у рукама народног већа (Еклесије). Атина крајем 6. и почетком 5. века п. н. е. је још увек задржала неке елементе старе аристократије и још увек није постала онај тип демократије, какав ће постати током 5. века п. н. е.

## Прва персијска инвазија
Дарије I краљ, Персије је 492. п. н. е. одлучио да крене у војни поход, не само против Атине већ и против Тракије која иако није учествовала у великој мери у Јонском устанку, ипак персијска власт је тамо била уздрмана. Дарије је послао свог зета Мардонија са великом војском у Грчку. Мардоније је кренуо преко Тракије где је требало да осигура персијску власт. Међутим персијска флота је у великој олуји била уништена код рта Атос, где је према античким изворима потонуло око 300 бродова и настрадало око 20.000 Персијанаца. Поред тога сам Мардоније који је ишао копненим путем, нашао се у велике невоље када је његова војска нападнута од стране трачког племена Врига. У том сукобу, сам Мардоније је био рањен. Упркос томе, Персијанци су успели да поврате своју власт над северним делом Егејског мора и да присиле краљевину Македонију да призна персијског краља. Тиме је коначна кампања одложена.
У међувремену, у Грчкој, водећа сила је била Спарта, најјача економска сила је био Коринт, док Атина се налазила при великом успону. У Атини је у то време нарочито популаран политичар био Темистокле, син Неокла, који није потицао из аристократске фамилије. Он је чврсто веровао да будућност Атине се налази на мору. Опозиција његовим идејама и предлозима у Атини, у оно време је била релативно велика, нарочито од стране сељака и земљорадника, чији би утицај био смањен уколико би Атина постала претежно поморска сила. Такође у Атини у исто време, нарочито популаран је био Милтијад млађи, тиранин Херсонеса, који је имао велико искуство у ратовима са Персијанцима са којима је учествовао у Скитском походу. Милтијад је био протеран са Херсонеса након гушења Јонског устанка. Он је сам био велики познавалац персијске ратне вештине.
Након пропасти Јонског устанка, у Атини је владала велика политичка криза. Демократи, који су пружили подршку побуњеним Јонским Грцима, нашли су се били на мети својих политичких противника. У пролеће 493. п. н. е. трагички писац Фриних је у Атини, представио своју представу која се звала, Пад Милета. Пад Милета је изазвао бурне реакције код Атињана јер их је подсетио трагичном судбином Јоније. Сам Фриних је био кажњен новчаном казном од 1.000 драхми. Године 491. п. н. е. Милтијад је био биран од стране демоса за једног од десет стратега, заједно са Аристидом. Упркос лошем гласу у Атини, који је Милтијад имао, и које се односило да је био тиранин Херсонесу и пријатељ Персијанаца, његово искуство је могло бити од велике користи Атињанима, због доброг познавања персијских војних тактика.
Херодот пише да је 491. п. н. е. Дарије послао гласнике широм Грчке како би симболично затражили земљу и воду, као симболе признавања персијске власти. У већини грчких полиса, захтеви персијског краља су били задовољени, међутим у Атини и у Спарти то није био случај. Атињани су бацили персијске изасланике са једног брда, док Спартанци су их бацили у један бунар. Информације Херодота, нису баш веродостојне из разлога зашто циљ будућег персијског похода је био кажњавање Атине и Еретрије, а не покоравање Грчке.

## Битка

### Место битке
Маратонска равница је окружена обронцима Пантеликона и Парнаса на југу, западу и северу, а на истоку је море. Просечна дужина равнице је 9 km а ширина 3 km. Три четвртине укупне површине потпада под баре и мочваре. Персијанци су се искрцали на северном делу, међутим не зна се тачан положај на коме су Грци били постављени. Херодот даје податак да су се налазили у непосредној близини Херакловог храма али ово није од помоћи јер се не зна где се тај храм налазио. Логична размишљања наводе на то да је Грчка војска као стратешки почетни положај заузела брег у јужном делу маратонске равнице јер је ту водио пут из Атине па је вероватно да су поставили војску на том месту како би се нашла испред Персијанаца ако би кренули ка граду. Персијска војска је била северно од атинске, између њих се простирала равница – поприште предстојеће битке.

## Маратонска битка у култури
Олимпијска дисциплина Маратон је основана по узору на Маратонску битку у којој је грчки војник претрчао 42 километара од места битке до Атине.